# Cathariostachys
Cathariostachys là một chi thực vật có hoa trong họ Hòa thảo (Poaceae).

## Loài
Chi Cathariostachys gồm các loài: